# Leckipass
Der Leckipass ist ein Schweizer Gebirgspass in der Urner Gemeinde Realp.
Der Pass ist 2891 m ü. M. hoch und liegt gut 300 m nördlich des Gross Leckihorns. Er ermöglicht den direkten Übergang zwischen Gotthardpass und dem Furkapass und verdankt seinen Namen Hermann Zähringer, dem Zentralpräsidenten des Schweizer Alpen-Clubs.